# Helicia stelechantha
Helicia stelechantha är en tvåhjärtbladig växtart som beskrevs av Friedrich Ludwig Diels. Helicia stelechantha ingår i släktet Helicia och familjen Proteaceae. Inga underarter finns listade i Catalogue of Life.